# Emelyn van Wingerden
Emelyn van Wingerden (* 20. Mai 2001 in Berlin) ist eine deutsche Handballspielerin, die bei der HSG Blomberg-Lippe spielt.

## Leben
Emelyn van Wingerden fing im Alter von sechs Jahren beim KSV Ajax Köpenick in Berlin mit dem Handballspielen an. Nach Abschluss der Grundschule zog sie 2013 nach Frankfurt (Oder) und lebte dort im Internat der Sportschule. Während dieser Zeit spielte sie beim Frankfurter HC, wurde mit dem Verein Pokalsiegerin in der C-Jugend, 2017 Nord-Ost-Deutscher Meister in der B-Jugend und war schließlich mit der A-Jugend in der Ostsee-Spree-Liga und in der Jugendbundesliga vertreten.
Im Mai 2017 wechselte van Wingerden nach Blomberg und besuchte dort das Hermann-Vöchting-Gymnasium mit dem Ziel eines anschließenden Studiums. Dort spielte sie zunächst in der Jugendbundesliga. Sie nahm an der Vorbereitung für die Bundesliga-Saison 2019/20 teil. Beim Heimspiel der HSG am 15. September 2019 hatte sie dann ihren ersten Erstliga-Einsatz. Nach der Saison 2022/23 verließ sie Blomberg. Nachdem Emelyn van Wingerden anschließend vereinslos war, schloss sie sich im Dezember 2023 der zweiten Mannschaft der HSG Blomberg-Lippe an.